# Barnett Newman
Barnett Newman (New York, 29 januari 1905 – aldaar, 4 juli 1970) was een Amerikaanse schilder en beeldhouwer. Barnett Newman was het pseudoniem van Baruch Newman. Hij wordt gezien als een van de leidende figuren in het abstract expressionisme en een van de belangrijkste colorfieldschilders.

## Leven en werk
Newman werd geboren als zoon van een Joodse immigrant uit Polen. Hij studeerde filosofie in zijn geboortestad en werkte in de kledingfabriek van zijn vader. Vanaf 1930 maakte hij schilderijen in een soort expressionistische stijl, maar hij vernietigde al deze werken.
In de jaren 40 maakte hij eerste surrealistische werken die later naar zijn eigen zeggen steeds volwassener werden. Dit feit werd door hem gekarakteriseerd door grote vlakken van kleur gescheiden door verticale lijnen, Newman noemde deze lijnen "zips".
In zijn eerste werken met deze "zips", waren de kleuren geschakeerd, maar later werden de kleuren puur en egaal. Toen Newman in 1948 de "Onement"-serie schilderde, vond hij dat zijn meest volwassen stijl.
Vanaf 1943 publiceerde hij met Mark Rothko en Adolph Gottlieb enkele kunstmanifesten waarin de drie schilders pleitten voor een universele abstracte kunst doordrenkt met de dramatiek die ook in het leven zelf aanwezig is. Newman sloot zich in diezelfde jaren ook aan bij de kunstenaarsgroep de 'New York School', geïnitieerd door Robert Motherwell.
In 1950 hield Newman zijn eerste eigen tentoonstelling, die zo kritisch ontvangen werd dat hij zich tot 1958 terugtrok. De kritiek, maar ook de zelfkritiek, bevorderden evenwel zijn ontwikkeling, zodat hij in 1958 met een tentoonstelling van zijn oeuvre kwam.
De "zips" bleven een constante factor in Newmans werk en zijn leven.
De meeste werken van Newman zijn abstract te noemen en veel ervan waren van origine naamloos. De werken die hij later wel een naam gaf, hadden vaak een Joods thema. Voorbeelden hiervan zijn de werken "Adam and Eve", "Uriel", en "Abraham". Ook het werk "Onement" verwijst naar de joodse visie op de eenheid van God. Edward van Voolen schrijft dat Newman veel ontleent aan het abstract monotheïsme, zoals de joodse religie beschouwd kan worden. Het schilderij "The name I", bestaande uit vier verticale rode zips op een grijze achtergrond, verwijst volgens Van Voolen naar de vier letters van de naam van God. Abraham was overigens de naam van zijn vader. De Kabbalah, mythologie en de vroege Amerikaanse culturen waren zijn inspiratiebronnen.

Newmans latere werken, bijvoorbeeld de serie 'Who's Afraid of Red, Yellow and Blue', bestaan uit pure kleuren, vaak op zeer grote doeken. 

Who's Afraid of Red, Yellow, and Blue III

 Kenmerkend is het radicaal reduceren van de vorm, waardoor grote egale kleurvlakken ontstaan. Dit mag ook een van zijn bekendste werken genoemd worden. 
Newman wordt het meest gezien als een abstract expressionist door zijn werk in New York in de jaren 50.

## Newman en zijn belang voor de schilderkunst
Bijna zijn hele leven werd Newman als kunstenaar niet gewaardeerd. Hij heeft altijd in de schaduw gestaan van meer kleurrijke figuren in die tijd zoals Jackson Pollock en Willem de Kooning. Invloedrijke critici schreven enthousiast over Newman, maar het duurde nog tot het eind van zijn leven voordat hij meer serieus genomen werd. Toch had hij veel invloed op tal van jongere schilders.
Hij overleed in 1970 na een hartaanval. Eerder in zijn leven had hij ook al een aanval gehad.

## Fotogalerij

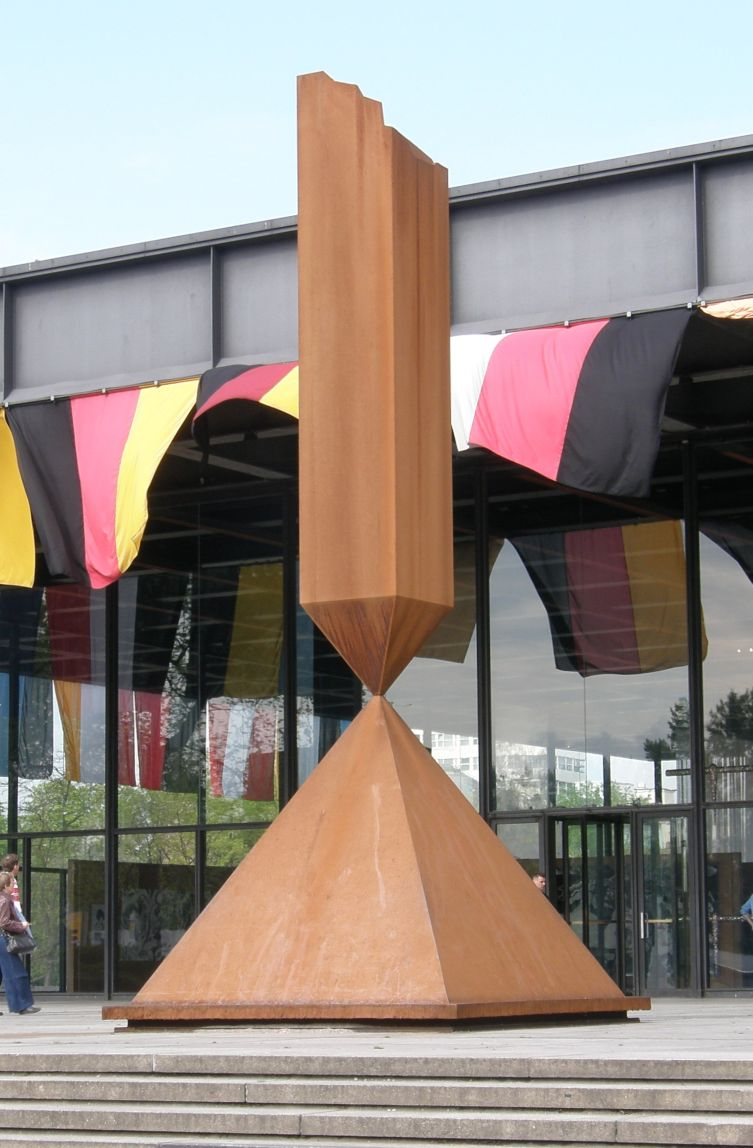
Broken Obelisk in Berlijn
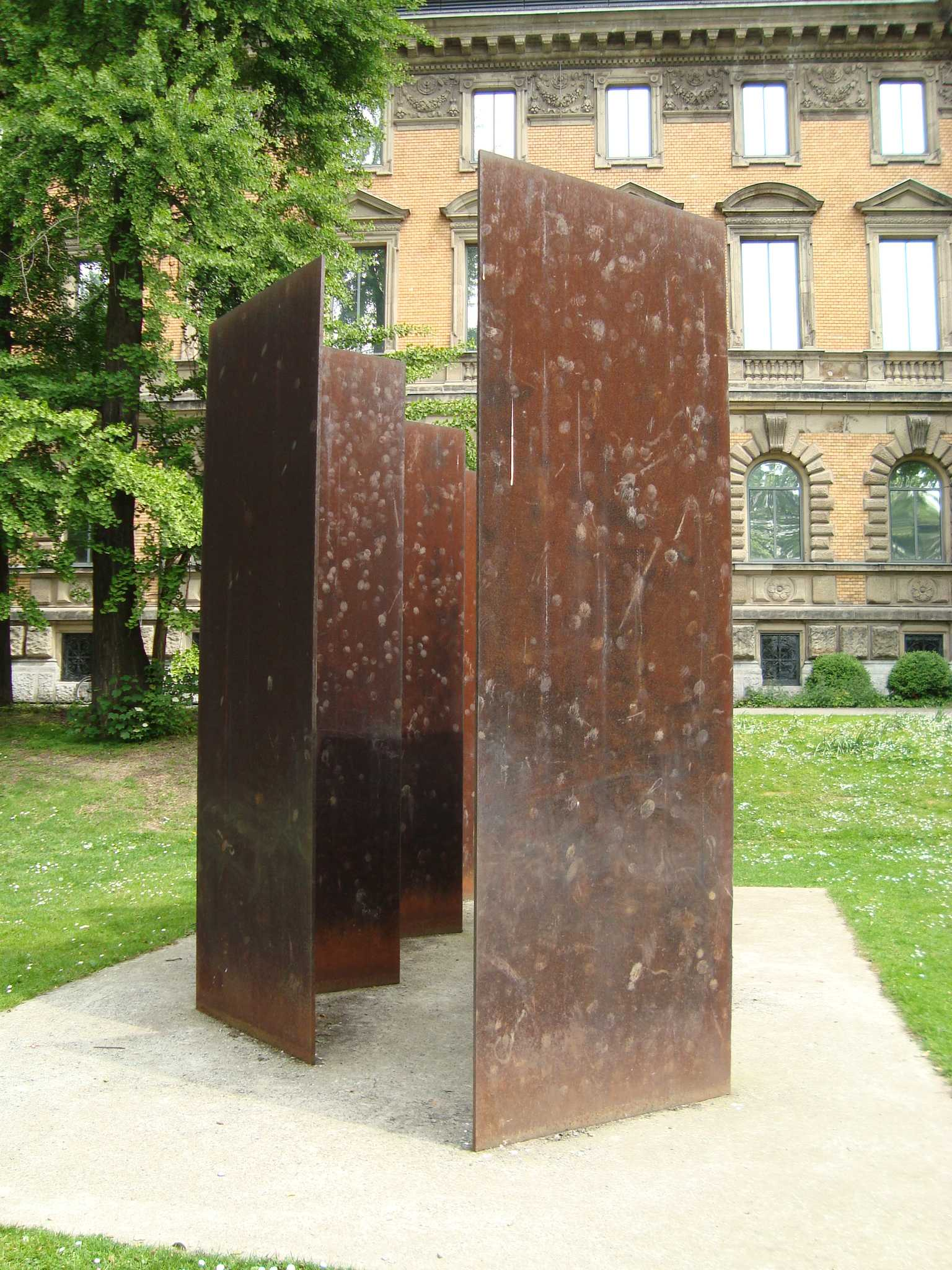
Zim Zum II (1969/85) in Düsseldorf

## Moedwillige beschadigingen
"Who's Afraid of Red, Yellow and Blue IV" werd op 13 april 1982 in de Nationalgalerie van Berlijn met een plastic stang bewerkt.
"Who's Afraid of Red, Yellow and Blue III" in het Stedelijk Museum Amsterdam werd op 21 maart 1986 met een stanleymes bewerkt door Gerard van Bladeren. De omstreden restauratie ervan door Daniel Goldreyer in 1991 zorgde voor een controverse.
“Cathedra" onderging op 21 november 1997 hetzelfde lot door dezelfde dader.De restauratie was een zeer omvangrijke klus: In totaal waren de sneden 15 meter lang. Ze zijn nu nauwelijks meer dan schaduwen, maar toch onmiskenbaar aanwezig in het verfoppervlak.  